# Robert Bathurst
Robert Guy Bathurst, född 22 februari 1957 i Accra i Guldkusten (nuvarande Ghana), är en brittisk skådespelare.
Bathurst är bland annat känd för rollerna som David Marsden i TV-serien Kalla fötter och sir Anthony Strallan i Downton Abbey.

## Filmografi i urval
- 1986 – Hoppsan, vem tryckte på knappen?
- 1991 – Twenty-One
- 1998–2003 – Kalla fötter (TV-serie)
- 1998 – Hornblower: The Even Chance
- 2002 – Vita tänder (TV-serie)
- 2006 – Poirot: Begravningar är farliga
- 2006 – Tjuvarnas herre
- 2009 – Emma
- 2010–2011 – Downton Abbey (TV-serie)
- 2011 – Hattie (TV-film)
- 2013–2014 – Blandings (TV-serie) (4 avsnitt)
- 2014 – Agatha Raisin – privatdetektiv (TV-serie)
- 2015 – Absolutely Anything